# Свети Георги (Ритини)
Вижте пояснителната страница за други значения на Свети Георги.
„Свети Георги“ (на гръцки: Αγίου Γεωργίου Ρητίνης) е късносредновековна православен манастир в село Ритини, Егейска Македония, Гърция, част от Китроската, Катеринска и Платамонска епархия.

## Местоположение
Манастирът е разположен на 2 km североизточно от село Ритини, на скала от планината Фламбуро (Пиерия). От три страни скалата има стръмни склонове, които дават естествена защита. На югозапад, откъдето е най-лесния достъп има изградена защитна стена.

## История

### Архитектура
Католиконът на манастира е еднокорабна базилика с дървен покрив, изградена според ктиторския надпис на западната страна в 1493/1494 година. Килиите са изградени само от южната и западната страна на двора.
Размерите на църквата са 11 m х 5 m без притвора. Височината му варира от 3,75 m на дългите северна и южна стена, до 5,50 m на краищата на фронтона на тесните източна и западна страна. Сградата е вдълбана с 0,30 m в земята. Дебелината на зидарията варира от 0,50 до 0,80 m, като намалява нагоре. Има изпъкнала полуцилиндрична апсида на изток, която съответства на централната ниша на олтара и втора, протезис, отворена в дебелината на източната стена. Храмът е изграден от недялан камък с керамика във фугите. Рамката е подсилена с хоризонтални дървени греди.

### Надписи
Храмът има три надписа, от които първият е най-старият и се намира в нишата над западната страна на храма. Това е надпис на един ред, изписан с елегантни главни и малки букви в бял цвят, който гласи следното:
| „ | +ΔΕ(ΗCIC) ΤΟỸ ΔΟÝΛ(ΟΥ) ΤΟỸ Θ(ΕΟ)Ϋ ΚΫΡΪΑΚΟỸ ΤΟỸ Λάμπου ἔτει ζβ΄ (1493/94) ἰν(δικτιῶνος) ιβ. | “ |

От надписа се разбира, че ктитор на храма в 1493/1494 година е Киряк Ламбу, известен със ктиторството на храмове в Бел. Като се има предвид местоположението и съдържанието на надписа, може би ктиторът Кириак Ламбу е платил само стенописа на входната ниша.
Вторият надпис се намира вътре в храма, който заема южната част на стената и гласи следното:
| „ | *+ΓΕΩΡΓΗΟC:~ ΑΝΝΕCΤΟΡΙΘΗ ΤΟ ΠΑΡΩΝ ΠΡΟΠΥΛΕΩΝ ΤΟΥ ΑΓΙΟΥ ΚΑΙ ΕΝΔΟΞΟΥ ΜΕΓΑΛΟΜΑΡΤΗΡΟC ΓΕΩΡΓΙΟΥ ΤΟΥ ΤΡΟΠΕΩΦΟΡΟΥ: ΚΑΙ ΑΡΧΙΕΡΑΤΕΒΟΝΤΟC ΚΥΡΟΥ ΑΚΑΚΥΟΥ ΠΕΤΡΑC ΔΙΑ CΙΔ[ΡΟΜΗC ΤΟΥ ΕΝ Μ]ΟΝΑΧΙC ΔΙΟΝΗCΙΟΥ ΠΡΟΗΓΟΥΜΕΝΟΥ [Τ]ΡΙΦΟ[ΝΟC] ΚΑΙ ΤΟΥC ΠΕΡΙΕCΤΩΤ[ΑC] ΚΑΙ ΑΔΕ<Λ> ΦΟΥC∙ ΚΥ[ΡΟΥ …]/ 2 ΚΥΡΟΥ ∙ CẸΒΩ ∙ ΕΠΙ ΕΤΟΥC | “ |

Надписът споменава епископ Акакий Петренски и ктиторите монаха Дионисий и игумена на манастира Трифон.
Третият надпис е на царските двери на храма и реставрираните стенописи съвпадат хронологически с царските двери и царските икони на иконостаса. Датата ζρκζ, появяваща се в надписа, е разчетена като 1618/1619 година.
| „ | ΔΕΙCΙC ΚΕ ΤΟΥ ΔΟΥΛΟΥ/ ΤΟΥ Θ(ΕΟ)Υ ΕΓΝΑΤΙΟΥ ΗΕΡ(ΟΜ)ΟΝΑΧΟΥ ΕΤΟΥΣ ζρκζ | “ |

### Патронно изображение от 1493/1494 година
В нишата над входа на църквата е изобразен Свети Георги Драконоубиеца на кон и може да е единственото изображение от първата фаза от 1493/94 година, което е придружено от надписа Ο ἍΓΙΟC ΓΕΩΡΓΪΟC ὁ τροπεοφόρ(ο)ς подчертаващ триумфалния и победоносен характер на изображението. Свети Георги е изобразен пред езерото в пълен фас, с наметало, възседнал красив кон с богата опашка, вързана два пъти на възел и носещ на главата корона, инкрустирана с перли. Вижда се как светецът, галопиращ надясно от зрителя, пронизва дракона, който е под формата на тънка дълга змия в краката на коня. Също така до главата на дракона стои принцесата на Лазия в молитва, носеща бродирана лента за глава и роба, докато зад нея се простира ограденият град, където царската двойка се появява на укрепленията.

### Стенописи във вътрешността
Интериорът е изписан с ценни стенописи на два пъти, но стенописите са покривани многократно с вар. Стенописите са от XVII век и се разгръщат в две зони. Горната включва теми, които обхващат четири различни цикъла, като Дванадесетте празника, Страстите, Житието и Мъченичеството на Свети Георги. В долната са представени светци в цял ръст и дейсис. При консервационните дейности на Девета ефория за византийски старини не е разкрит по-стар слой. В светилището има изображения, свързани с литургичния и евхаристийния цикъл, образи на Богородица и Христос с литургично и сотериологично съдържание, докато в нишата на светилището Света Богородица Ширшя небес е изобразена в полуръст в типа на Влахернитиса. В североизточната страна на светилището в нишата е Христос в гроба, където Христос е изобразен до бедрата, изправен вътре в саркофага и с ръце, скръстени високо на гръдите, а зад него са символите на страстите кръстът, копието и гъбата.
Иконата на Свети Георги от 1852 година е дело на Йоан Самарински и брат му Симо.
Манастирът в миналото е подчинен на Петренската епископия и по време на Гръцката въоръжена пропаганда в Македония е база на гръцките андартски чети.
В 1967 година храмът е обявен за защитен паметник на културата.
| Година    | 1913 | 1920 | 1928 | 1940 | 1951 | 1961 | 1971 | 1981 | 1991 | 2001 | 2011 | 2021 |
| --------- | ---- | ---- | ---- | ---- | ---- | ---- | ---- | ---- | ---- | ---- | ---- | ---- |
| Население |      | 4    |      |      |      |      |      |      |      |      |      |      |